# Rozcestník

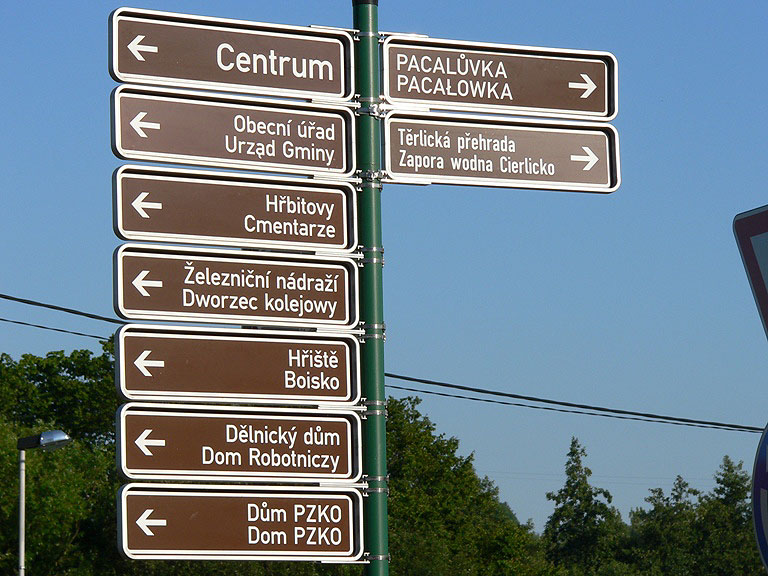
Dvojjazyčný rozcestník v Albrechticích

Rozcestník je prvek dopravního, turistického nebo jiného obdobného značení umístěný na rozcestí, na němž jsou uvedeny jednotlivé dosažitelné cíle, popřípadě jejich vzdálenost od rozcestníku. Často má podobu sloupu.
V přeneseném významu se rozcestníkem rozumí cokoliv, co umožňuje snadnější nalezení více cílů určitého druhu (například internetový rozcestník).